# Rock for Moc
Rock for Moc var en allkultursfestival som arrangerades 1992-2012. Detta skedde vid Finnåkers kursgård som ägs av Västerås stift. Det var Svenska Kyrkans Unga som anordnade festivalen.
Ett band som hade som tradition att spela på Rock for Moc var Pillowpride.

## Band som spelade 2009
- Miss Li
- Mimikry
- Fatal Smile
- ILL-Tick P.O.E
- Wonderful life
- Betty Goes A Go-Go
- Rootvälta
- Haven
- Häggarna
- Map of Moscow
- Breakfast In Berlin
- In Bloom
- Cryonic Temple
- E.T.D
- Cleanstream Company
- Sara Yasmin
- Clockwise
- Chasmin
- Laudamus
- Gulzot
- The Bedfolds
- The Federales
- 5th Avenue